# П'єтрень (Вилча)
П'єтрень, П'єтрені (рум. Pietreni) — село у повіті Вилча в Румунії. Входить до складу комуни Костешть.
Село розташоване на відстані 180 км на північний захід від Бухареста, 25 км на захід від Римніку-Вилчі, 96 км на північ від Крайови, 132 км на південний захід від Брашова.

## Населення
За даними перепису населення 2002 року у селі проживали 636 осіб, усі — румуни. Усі жителі села рідною мовою назвали румунську.